# عبودية طوعية
العبودية الطوعية، من الناحية النظرية، هي الدخول في حالة العبودية بعد الموافقة الطوعية. وتتميز عن العبودية غير الطوعية التي يُجبر الفرد على فترة من العبودية عادة كعقوبة على جريمة. لكن عمليًا، غالبًا ما يكون هذا المصطلح ملطفًا لإخفاء ظروف العبودية التي لا تكون طوعية بشكل كامل في الواقع.

## أصلها
يعتقد البعض أنه في العصور القديمة، كانت هذه طريقة شائعة ليوفر من خلالها الفقراء لقمة العيش لأنفسهم أو لعائلاتهم، وسمح القانون بذلك. فمثلًا، نصّ قانون حمورابي على أنه: «إلى جانب القدرة على الاقتراض بضمان شخصي، يمكن للفرد بيع نفسه أو أحد أفراد أسرته للعبودية». ووفقًا لترجمة مختلفة: «إذا فشل أي شخص في تلبية مطالبة ديونه، وباع نفسه وزوجته وابنه وابنته مقابل المال أو تنازل عنهم للعمل القسري، سيعملون لمدة ثلاث سنوات في منزل الرجل الذي اشتراهم، ويُطلَق سراحهم في السنة الرابعة».  هذه هي العقوبة المعيارية للفشل في سداد الديون بكل بساطة. تُظهِر أجزاء أخرى من قانون حمورابي كلًا من الدين والعبودية كجزء من نظام العدالة الجنائية في ذلك الوقت، فمثلًا: «إذا تسبب كسل أي شخص بالحفاظ على سدّه في حالة جيدة، ولم يعتن به، ثم انكسر السد وأغرق كل الحقول، سيُباع الشخص الذي تسبب بالكسر مقابل المال، الذي سيُعطى بدل الذرة التي تسبب في إتلافها».
وفقًا لبعض المصادر، كانت إحدى الطرق المباشرة في العصور القديمة لتصبح مواطنًا رومانيًا أو يونانيًا هي عن طريق عقد البيع الذاتي. سمحت قوانين العتق الروماني واليوناني لمثل هؤلاء العبيد السابقين بأن يصبحوا بعد هذه العقود مواطنين أو شبه-مواطنين. ومع ذلك، وفقًا لوالتر شيديل، قد تكون بعض عمليات البيع الذاتي الذكية حدثت في روما القديمة، لكن تُعتبر أهمية هذه الأحداث ضئيلة. في اليونان القديمة، ارتبطت بعض أشكال العبودية الطوعية بحب الغلمان. كان يُنظر إليه سوقتها على أنه أحد مكونات العلاقة المتبادلة، إذ يعتبر العشاق العبودية الطوعية أمرًا شرعيًا، خاصة في محاولة إرضاء المحبوب بشرف في السعي وراء الفضيلة. وكان التعليم جزءًا لا يتجزأ من العبودية الطوعية في هذه الحالة.
في روسيا في العصور الوسطى، كان البيع الذاتي هو المصدر الرئيسي للعبيد. ومع ذلك، نظرًا لأن أهم أسباب البيع الذاتي في التاريخ الروسي كانت لتجنب التجنيد العسكري، وتجنب ضرائب الاقتراع، والمعروفة أيضًا باسم ضرائب الأرواح، فمن المشكوك فيه إلى أي مدى كان هذا النوع من العبودية طوعًيا حقًا.
إن وجود عقد لا يعني أن الشخص دخل في حالة السخرة طواعية. فمثلًا، ذكر تقرير للدكتور راينجيرد، عن الكونغو البلجيكية، أنه «عندما تمكن أحد السكان الأصليين، بشكل ملحوظ بما فيه الكفاية، من مقاومة تهديدات وضربات التجار، عرض موظفون حكوميون عليه الاختيار بين التوقيع على العقد أو السجن». وفقًا لكيفن باليس، «قد يكون السبب هو أن العادات والثقافة المحلية تدعم العبودية وأن معظم السكان يعرفون بوجودها، لكن الاعتراف بذلك شيء آخر. وبذلك ستخفي العقود الزائفة العبودية. يمكن لمالكي العبيد بسهولة إجبار عبيدهم على التوقيع على أي شيء: الرهون العقارية، أو اتفاقيات القروض، أو المقاولات، أو عقود العمل. إذا أثيرت الشكوك حول الموضوع، تُشهَر العقود الموقعة، ويتغاضى القانون الفاسد عن المخالفات. حتى في البلدان التي يكون معظم شرطتها صادقة وتعمل بضمير، تخفي العقودُ العبوديةَ».
حتى عندما يوافق العامل طواعية على شيء ما، قد تختلف الظروف في مكان العمل عن تلك التي وافق عليها في البداية. بالإضافة إلى ذلك، حتى لو وافق عامل واحد فقط على شيء ما، فقد يُجبر أفراد عائلته وذريته على الامتثال أيضًا. فمثلًا قد يوافق بعض العمال في باكستان على صنع الطوب مقابل سلفة على راتبهم بموجب نظام يعرف باسم بيشجي. ومع ذلك، بمجرد الوصول إلى المكان المحدد للعمل، قد يبدأ صاحب الفرن في التحرش بالنساء وحتى اغتصابهن. يشعر العديد من العمال أن الاعتداء على نساء عائلاتهم يبطل أي اتفاق عمل وقعوا عليه. غالبًا ما تكون محاسبة العمال على الديون غير شريفة. قد يختطف مالك العبيد الأطفال ويحتجزهم إذا شك أن الأسرة من الممكن أن تهرب. وكثيرا ما ينتقل الدين من جيل إلى آخر.